# Sun of the Sleepless
Sun of the Sleepless / SOTS – boczny projekt muzyczny, założony w 1999 roku przez Ulfa Theodora Schwadorfa (pseudonim artystyczny muzyka Empyrium i The Vision Bleak Marcusa Stocka). Zadebiutował w barwach Prophecy Productions wydanym w 1999 roku mini-albumem Poems to the Wretched Heart, który zawierał muzykę utrzymaną w blackmetalowej konwencji. Według samego Schwadorfa koncept projektu Sun of the Sleepless miał być hołdem dla zespołów takich jak Burzum, Ulver, czy Dark Throne.
Drugim materiałem był wydany rok później MCD Tausend kalte Winter, który poza metalowymi dźwiękami znanymi z wcześniejszego wydawnictwa zawierał pierwsze elementy muzyki ambient.
Od utworu Neunter Novembernagranego na kompilację To magic...2 oraz trzeciego materiału I wydanego jako plit z Nachtmahr SOTS – pod taką nazwą projekt funkcjonuje – ukazuje nowe, eksperymentalne oblicze. Kompozycje utrzymane są w mrocznym, elektronicznym klimacie Dark ambient. W przyszłości SOTS planuje tworzyć swe dźwięki jeszcze głębiej wnikając w ciemną, elektroniczna muzykę inkorporując dźwięki soundtracków filmów grozy oraz elementy trip hop'owe.

## Dyskografia
- Poems to the Wretched Hearts EP, 1999
- Tausend kalte Winter EP, 2000
- Split Sun of the Sleepless / Nachtmahr, 2004
- To The Elements, 2017